# بی.اف. اسکینر
بوروس فردریک اسکینر (به انگلیسی: Burrhus Frederic skinner) (۲۰ مارس ۱۹۰۴–۱۸ اوت ۱۹۹۰) روان‌شناس، مخترع، از رفتارگرایان و فیلسوفان اجتماعی و نویسندهٔ علمی برجستهٔ آمریکایی بود. او از سال ۱۹۵۸ تا زمان بازنشستگی‌اش در سال ۱۹۷۴، استاد روان‌شناسی ادگار پیرس در دانشگاه هاروارد بود.
اسکینر تحلیل رفتار، به‌ویژه فلسفهٔ رفتارگرایی رادیکال را توسعه بخشید، و تحلیل تجربی رفتار را، که یکی از شاخه‌های «روان‌شناسی پژوهشی تجربی» می‌باشد، بنیان‌گذاری کرد. او همچنین از شرطی‌شدن کنش‌گر برای تقویت رفتار استفاده کرد و نرخ پاسخ‌دهی را مؤثرترین معیار برای سنجش قدرت پاسخ دانست. برای مطالعهٔ شرطی‌سازی کنش‌گر، او محفظهٔ شرطی‌شدن فعال (که با نام جعبهٔ اسکینر نیز شناخته می‌شود) را اختراع کرد و برای اندازه‌گیری نرخ پاسخ‌دهی، دستگاه «ضبط تجمعی» (یا ضبط  تجمعی داده‌ها) را اختراع کرد. با بهره‌گیری از این ابزارها، او و چارلز فِرستر تأثیرگذارترین پژوهش تجربی اسکینر را انجام دادند، در کتاب آن‌ها با عنوان برنامه‌های تقویت (انتشار سال ۱۹۵۷)، شرح داده شده است.
اسکینر نویسنده‌ای پرکار بوده و ۲۱ کتاب و ۱۸۰ مقاله منتشر کرده است. او کاربرد ایده‌هایش را در طراحی یک جامعهٔ انسانی در رمان آرمان‌شهری‌اش به نام «والدن ۲» (انتشار سال ۱۹۴۸)، به تصویر کشید، مادامی‌که که تحلیل او از رفتار انسانی در اثرش به نام «رفتار کلامی» (انتشار سال ۱۹۵۸)، به نقطه اوج رسید.
اسکینر، جان بی. واتسون و ایوان پاولف، پیشگامان رفتارگرایی مدرن شناخته می‌شوند. بر این اساس، طبق یک نظرسنجی در ژوئن ۲۰۰۲، اسکینر به‌عنوان تأثیرگذارترین روان‌شناس قرن بیستم معرفی شد.

## اوایل زندگی
اسکینر در ساسکوهانا، پنسیلوانیا به دنیا آمد، پدر وی ویلیام اسکینر و مادرش گریس نام داشت،  پدر او، یک وکیل بود.
پدر او وکیلی با آرزوی سیاستمدار شدن بود، در حالی که مادرش در خانه ماند تا از دو فرزند خود مراقبت کند. او در یک خانوادهٔ مرفه طبقهٔ متوسط روبه بالا بزرگ شد و والدین او ارزش‌های خویشتن‌داری، خدمت کردن، صداقت، و سخت‌کوشی را به کار می‌بستند.
اسکینر پس از آن‌که معلمی مسیحی تلاش می‌کرد ترس او از جهنمی را که مادربزرگش توصیف کرده بود، التیام دهد، به بی‌خدایی گرایش پیدا کرد. برادرش ادوارد، که دو سال و نیم از او کوچک‌تر بود، در سن ۱۶ سالگی بر اثر خونریزی درون‌جمجمه‌ای درگذشت.
صمیمی‌ترین دوست اسکینر در دوران کودکی رافائل میلر بود که او را «داک» صدا می‌زد، چون پدر رافائل پزشک بود. رافائل و اسکینر به دلیل مذهبی بودن والدینشان با یکدیگر دوست شدند و هر دو به ابزارها و دستگاه‌های مکانیکی علاقه‌مند بودند. آن‌ها بین خانه‌هایشان یک خط تلگراف راه‌اندازی کرده بودند تا برای یکدیگر پیام بفرستند، اما به دلیل پیام‌های گیج‌کننده‌ای که رد و بدل می‌شد، مجبور بودند برای رفع ابهام با تلفن با هم تماس بگیرند. در یک تابستان‌، داک و اسکینر کسب‌و‌کاری برای جمع‌آوری و فروش آقطی (انگور کولی) راه انداختند و آن‌ها را خانه به خانه می‌فروختند. آن‌ها دریافتند که هنگام چیدن توت‌های رسیده، توت‌های نارس نیز از شاخه‌ها جدا می‌شوند، بنابراین دستگاهی که قادر به جداکردن آن‌ها از یکدیگر بود، ساختند. این دستگاه یک تکه فلز خم‌شده به شکل یک ناودان (شیب‌راهه) بود. آن‌ها آب را از طریق شیار به داخل سطل می‌ریختند، توت‌های رسیده در سطل فرو می‌رفتند و توت‌های نارس به لبهٔ شیار رانده می‌شدند تا دور ریخته شوند.

## تحصیلات
اسکینر در کالج همیلتون واقع در کلینتن، نیویورک تحصیل کرد، با این نیت که نویسنده شود. در آن کالج او به‌دلیل نگرش فکری‌اش،  از نظر اجتماعی در وضعیت نامطلوبی قرار گرفت. او عضو انجمن برادری لاندا خی آلفا بود.
او برای نشریهٔ مدرسه مطلب می‌نوشت، اما به‌عنوان یک بی‌خدا، نسبت به سنت‌ها و هنجارهای مرسوم کالج خود انتقاد داشت. پس از دریافت مدرک لیسانس در رشتهٔ ادبیات انگلیسی در سال ۱۹۲۶، وارد دانشگاه هاروارد شد، جایی که بعدها در آن‌جا به پژوهش و تدریس پرداخت. در دوران تحصیل در هاروارد، یکی از هم‌کلاسی‌هایش به نام فرد اس. کلر، اسکینر را قانع کرد که می‌توان از مطالعهٔ رفتار، یک دانش تجربی ساخت. این امر اسکینر را به ساخت نمونهٔ اولیهٔ جعبهٔ اسکینر و همکاری با کلر در طراحی ابزارهای دیگر برای آزمایش‌های کوچک سوق داد.
پس از فارغ‌التحصیلی، اسکینر تلاش ناموفقی برای نوشتن یک رمان داشت در حالی که با والدینش زندگی می‌کرد، دوره‌ای که بعدها از آن با عنوان «سال‌های تاریک» یاد کرد. او با وجود تشویق‌های شاعر، رابرت فراست، از توانایی‌های ادبی خود دلسرد شد و به این نتیجه رسید که تجربهٔ چندانی از جهان ندارد و دیدگاه شخصی توانمندی برای نوشتن نداشته است. آشنایی او با رفتارگرایی جان بی. واتسون، او را به تحصیلات تکمیلی در روان‌شناسی کشاند و به توسعهٔ نسخهٔ خودش از رفتارگرایی منجر شد.

## پیشه
اسکینر درجهٔ کارشناسی ارشد خود را در سال ۱۹۳۰ و درجهٔ دکتری‌اش را در سال ۱۹۳۱ از دانشگاه هاروارد دریافت کرد. او در میانهٔ سال‌های ۱۹۳۶ و ۱۹۴۵ در دانشگاه ایالتی مینه‌سوتا به آموزش روان‌شناسی پرداخت و در همین مدت کتاب رفتار جانداران را نوشت. اسکینر در سال ۱۹۴۵ به دانشگاه ایالتی ایندیانا رفت و سرپرستی بخش روان‌شناسی آن دانشگاه را از سال ۱۹۴۶-۱۹۴۷ بر عهده گرفت و در سال ۱۹۴۸ به دانشگاه هاروارد مراجعت کرد و تا سال مرگش در ۱۹۹۰ در آنجا به‌عنوان استاد دائم باقی ماند. در سال ۱۹۷۳، اسکینر یکی از امضاکنندگان مانیفست انسان‌گرای دوم بود.

## زندگی شخصی
در سال ۱۹۳۶، اسکینر با ایوانا "ایو" بلو ازدواج کرد. این زوج صاحب دو دختر به نام‌های جولی اسکینر (بعدها تغییر به جولی وارگاس) و دبورا اسکینر (که بعدها با باری بوزان ازدواج کرد و به بوزان تغییر یافت) شدند.  ایوان در سال ۱۹۹۷ درگذشت و در آرامستان ماونت اوبرن، کمبریج، ماساچوست دفن شد.

## مرگ

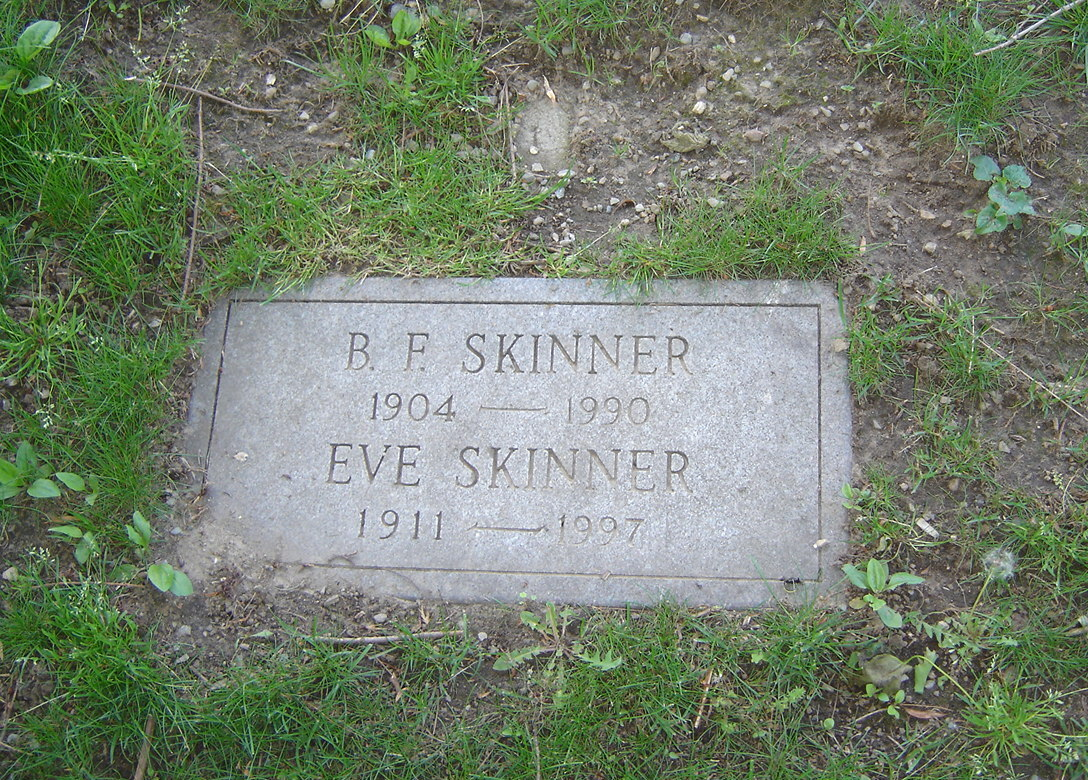
سنگ قبر بی. اف. اسکینر و همسرش ایو در آرامستان ماونت اوبرن، کمبریج، ماساچوست.

در دههٔ ۱۹۷۰، شهرت عمومی اسکینر افزایش یافت. او حتی پس از بازنشستگی‌اش در سال ۱۹۷۴ تا زمان مرگش همچنان فعال بود. در سال ۱۹۸۹، اسکینر به بیماری سرطان خون  مبتلا شد و در ۱۸ اوت ۱۹۹۰ در کمبریج، ماساچوست درگذشت. ده روز پیش از درگذشتش، او «جایزهٔ دستاورد عمر» را از سوی انجمن روان‌شناسی آمریکا دریافت کرد و سخنرانی‌ای در مورد کارهای خود ارائه داد.

## مشارکت‌های اسکینر در روانشناسی

### رفتارگرایی
اسکینر رویکردش به مطالعهٔ رفتار را رفتارگرایی رادیکال نامید.

## اتاق شرطی‌سازی عامل (جعبه اسکینر)
اکثر کارهای اولیه اسکینر با یک اتاقک کوچک که به جعبه اسکینر شهرت یافته‌است انجام شده‌اند. این جعبه معمولاً دارای کف سیمی مشبک، یک چراغ، یک اهرم و یک ظرف غذاست و طوری درست شده‌است که، وقتی حیوان اهرم را فشار می‌دهد، مکانیسم غذادهی راه اندازی می‌شود و مقداری غذا به درون ظرف غذا می‌افتد.

## اختراعات

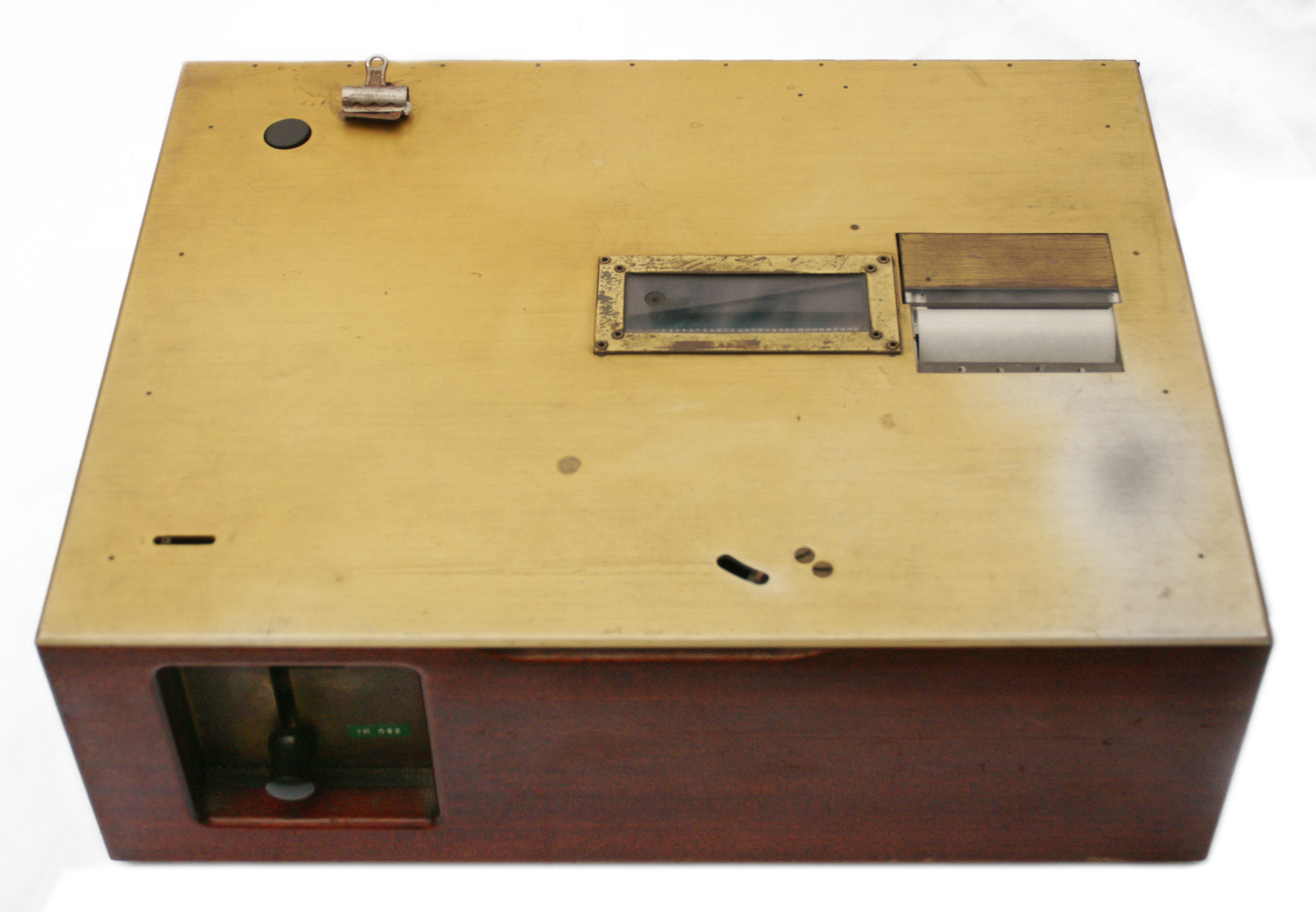
ماشین یادگیری اسکینر، یکی از اختراعات اسکینر، روان‌شناس رفتارگرای آمریکایی

این اختراعات عبارتند از محیطی کنترل شده برای نوزادان به نام «گهواره هوائی»، ساز و کاری برای هدایت موشک با استفاده از کبوتر، دستگاه شرطی شدن عامل یا «جعبه اسکینر» و ماشین یادگیری (آموزش).

## جایزه‌ها
- ۱۹۶۸؛ مدال ملی دانش از دست رئیس‌جمهور لیندن جانسون
- ۱۹۷۱؛ مدال زرین بنیاد روان‌شناسی آمریکا
- ۱۹۷۲؛ جایزهٔ اومانیست سال
- ۱۹۹۰؛ قدردانی از یک عمر خدمت برجسته برای روان‌شناسی

## انتقادها
از مشهورترین منتقدانِ اسکینر نوآم چامسکی است که در ۱۹۵۹ نقدی بر کتاب رفتار زبانی نوشت که اسکینر دو سال قبل از آن منتشر کرده بود.
این نقد را از موفق‌ترین نقدهایی دانسته‌اند که بر رفتارگرایی وارد شده‌است.

## کتابشناسی
از میان کتاب‌های اسکینر می‌توانیم رفتار موجودات ۱۹۳۸ (The Behavior of Organisms)، والدن دو ۱۹۴۸ (Walden II)، دربارهٔ رفتارگرائی، ۱۹۷۴ (About Behaviorism) را نام ببریم. معروفترین و بحث انگیزترین کتاب اسکینر کتاب فراسوی آزادی و شأن (Beyond the freedom and dignity) نام دارد که اسکینر در آن به چگونگی طراحی و تکامل یک فرهنگ از طریق بررسی رفتار می‌پردازد.

### کتاب والدن دوم
روش تعلیم و تربیتی و یادگیری جدیدی پیشنهاد می‌کند. والدن دو شهر افسانه‌ای یا یک جامعه تخیلی رفتارگرایانه است که در آن اسکینر برای ۲۰ سال اول زندگی روش یادگیری خاصی را پیشنهاد کرده‌است. وی معتقد است کودک از همان ماه‌های اول تولد با کنجکاوی‌های طبیعی خود، شروع به یادگیری نیازهای طبیعی می‌کند. در این روش یادگیری، کلاس درس وجود ندارد، زیرا آمادگی و توانایی‌های کودکان مختلف به یک نسبت رشد نمی‌کند، پس کودکان را تشویق می‌کنند تا هر چه سریعتر در هر زمینه‌ای که علاقه دارند، یادگیری خود را گسترش دهند و بیهوده وقت خود را در کلاس‌های درس نگذرانند. روش‌های یادگیری آموخته می‌شود که به کودکان کمک کند در زمینه‌های علمی، هنری و … مطابق ذوق و استعداد خویش به یادگیری بپردازند.

## آثار اسکینر[۲۸]
مضمون اصلی کارهای اسکینر این است که رفتار از راه پیامدهایش شکل می‌گیرد. ما آن کاری را می‌کنیم که برای ما حاصلی داشته باشد و از انجام آنچه حاصلی ندارد سرباز می‌زنیم.
- رفتار ارگانیزم‌ها (۱۹۳۸)
- والدن ۲ (۱۹۴۸)
- علم و رفتار انسان (۱۹۵۳)
- فراسوی آزادی و شأن (۱۹۷۱)
- دربارهٔ رفتارگرایی (۱۹۷۴)
- تأملاتی دربارهٔ رفتارگرایی و جامعه (۱۹۷۸)
- به خاطر تأمل بیشتر(۱۹۸۷)
- جلد ۱ زندگی‌نامه اسکینر: جزئیات زندگی من (۱۹۷۶)
- جلد ۲: شکل‌گیری یک رفتارگرا (۱۹۷۹)
- جلد ۳: موضوع پیامدها (۱۹۸۳)